# This Is Only the Beginning
This Is Only the Beginning è una demo del gruppo musicale HIM, pubblicato nel 1995. Quest'album è stato pubblicato solamente in Finlandia. Nella biografia ufficiale degli HIM, scritta da Synnin Viemää, Ville Valo dice che ha suonato il basso, la batteria oltre ad aver prestato la sua voce, mentre Mikko Lindström ha suonato la chitarra.

## Tracce
Lato 1
1. Serpent Ride - 4:29
2. Borellus - 4:18
3. The Heartless - 5:33

Lato 2
1. Stigmata Diaboli - 2:49
2. Wicked Game - 4:06 (Chris Isaak cover)
3. The Phantom Gate - 4:46

## Formazione
- Ville Valo - voce, basso, batteria
- Mikko Lindström - chitarra